# Janosch Chávez-Kreft
Janosch Chávez-Kreft (* 21. Februar 1983) ist ein deutsch-chilenischer Regisseur und Drehbuchautor.

## Leben
Seit 2012 arbeitet er als freier Regisseur und Autor vor allem für fiktionale Stoffe und Comedy. Zuvor wirkte er bereits als Regisseur und Producer bei verschiedenen Produktionsfirmen in den Bereichen Werbung, Kinderfernsehen und Development.
Janosch Chávez-Kreft setzte als Regisseur zahlreiche Sketche und Musikvideos im Bereich Comedy um, u. a. für den Deutschen Comedypreis, Pussy Terror TV mit Carolin Kebekus, Luke! Die Woche und ich mit Luke Mockridge und zwei Staffeln der Sketch-Comedy "Schmitz and Family" sowie für den ZDF-Serienpiloten "An die Arbeit" mit Max Giermann und Holger Stockhaus. Für die Youtube-Premium-Produktion mit Phil Laude wurde er 2019 für den Deutschen Grimme-Preis nominiert. Er führte auch bei einer filmischen Mini-Serie für die RTL Screenforce Days Regie.
2021 inszenierte er als Regisseur das Staffelfinale für SOKO Potsdam sowie die ab Sommer 2022 bei ZDFneo ausgestrahlte Comedyserie "Vierwändeplus" (Arbeitstitel: Framily First), die von dem Zusammenleben einer Baugruppe handelt.
2022 folgt das Amazon-Original "Love Addicts"; eine Serie über vier junge Menschen, die von ihrem eigenen Liebesleben überfordert sind und sich in eine Selbsthilfegruppe flüchten.
Janosch Chávez-Kreft arbeitet auch in der Werbung. Neben Produktionen für Mini (Auto), Rewe und Media Markt, setzte er als Autor und Regisseur von 2013 bis 2015 insgesamt 40 Folgen der Webserie "Deutschland bewegt Herbert" für die DGUV (Deutsche Gesetzliche Unfallversicherung) um und führte bei vier Filmen der mit mehreren Preisen ausgezeichneten Kampagne #wireinander und #futureme im Auftrag der Techniker Krankenkasse Regie.
In Zusammenarbeit mit Tankred Lerch entwickelte er 2020 ein tragikomisches Kinodrama um einen Ex-Boxer, das unter dem Titel "Der Humorlose" eine Drehbuchförderung von der Film- und Medienstiftung NRW erhielt und 2022 mit ihm als Regisseur in Produktion gehen wird.

## Trivia
Janosch Chávez-Kreft studierte Sportwissenschaften an der Deutschen Sporthochschule Köln und arbeitete währenddessen einige Jahre als Redakteur für die Fußball-Bundesliga. In seiner Jugend spielte er für Fortuna Köln, wo er auch als Nachwuchstrainer im Jugendbereich aktiv war.
2012 beendete er die Ausbildung zum "Fiction Producer" der IHK am Filmhaus Köln mit Auszeichnung.

## Filmografie (Auszug)
- 2014: TV total, Regie (Opener und Einspielfilme)
- 2014: Deutschland bewegt Herbert (Online Serie / Kampagne), 18 Folgen, Autor und Regie
- 2015: Deutschland bewegt Herbert (Online Serie / Kampagne), 20 Folgen, Autor und Regie
- 2015: FutureMe und Wireinenander (4 Viralspots), Regie
- 2016: Luke die Woche und ich (Comedyshow Sat1), Regie (Sketche)
- 2017: Luke die Woche und ich (Comedyshow Sat1), Regie (Sketche)
- 2017: Neuland (Comedy), Regie (Sketche und Musikvideos)
- 2017: Pussy Terror TV (Comedyshow WDR), Regie (Sketche und Musikvideos)
- 2018: Pussy Terror TV (Comedyshow WDR), Regie (Sketche)
- 2018: Schmitz & Family (Sketchcomedy RTL), 6 Folgen 1. Staffel, Regie
- 2019: Menstruations-Song (Musikvideo Carolin Kebekus, WDR), Creator und Regie[8]
- 2019: Schmitz & Family (Sketchcomedy RTL), 6 Folgen 2. Staffel, Regie
- 2020: Lough Out Loud (Comedyshow Amazon prime), Opener, Autor und Regie
- 2021: Soko Potsdam (ZDF Fernsehreihe), 3 Folgen, Regie
- 2021: Vierwändeplus, (ZDF neo) 4 Folgen, Regie
- 2022: Love Addicts (Amazon Original), 4 Folgen, Regie

## Auszeichnungen
- 2015: New Media Award Bronze für #Wireinander / Mein Weg – Kampagne der Techniker Krankenkasse[9]
- 2016: The Stevie Award Gold (Kommunikations-Kampagne des Jahres) für "Deutschland bewegt Herbert"
- 2018: Deutscher Fernsehpreis für Luke die Woche und ich
- 2018: Deutscher Comedypreis für Luke die Woche und ich
- 2019: Deutscher Comedypreis für Pussy Terror TV
- 2019: Grimme-Preis Nominierung für Neuland[10]